# Martino Mona
Martino Mona (* 1972 in Zürich) ist ein Schweizer Jurist und ordentlicher Professor für Strafrecht und Rechtsphilosophie an der Universität Bern.

## Leben
Martino Mona wuchs im Zürcher Oberland auf. Er studierte Philosophie und Kunstgeschichte in Fribourg, Paris, Oxford und Bern. 2000 erlangte er das Lizenziat (lic. phil.). Parallel dazu absolvierte er ein Studium der Rechtswissenschaften in Bern und promovierte 2006 an der Universität Basel zum Doktor der Rechte. Seine Dissertation verfasste er über «Das Recht auf Immigration – Rechtsphilosophische Begründung eines originären Rechts auf Einwanderung im liberalen Staat». Er setzte seine Studien an der Harvard Law School fort und erlangte 2008 den Abschluss Master of Laws (LL.M.). Er habilitierte sich an der Universität Bern mit einer Schrift über «die Einwilligung im Strafrecht». Von 2007 bis 2012 war er dort als Assistenzprofessor für Strafrecht und Rechtsphilosophie tätig. 2012 wurde er als Assistenzprofessor mit Tenure Track auf den Lehrstuhl für Strafrecht und Rechtsphilosophie an der Universität Bern berufen. 2017 folgte ebenda seine Ernennung zum ordentlichen Professor für Strafrecht und Rechtsphilosophie, zudem wurde er Mitdirektor des Instituts für Strafrecht und Kriminologie.
Zu den Schwerpunkten von Monas Forschung gehören die Grundlagen des Strafrechts, insbesondere Einwilligung und Straftheorien, Rechtsphilosophie, Strafrechtsvergleichung und Medizinstrafrecht. Er ist Co-Leiter der von Katharina Heyden geführten interfakultären Forschungskooperation «Religious Conflicts and Coping Strategies», die sich mit religiös konnotierten Konflikten und deren Bearbeitung beschäftigt.
Mona fordert mehr Gerechtigkeit in der Gesellschaft und äussert sich deswegen gegen die Verwahrung im Strafrecht und bei gewissen Delikten, wie der Vergewaltigung, konsequent für härtere Strafen.
Er ist verheiratet und hat sechs Kinder.

## Publikationen (Auswahl)

### Monographien
- Die Einwilligung im Strafrecht. Bern 2017.
- mit Karl-Ludwig Kunz: Rechtsphilosophie, Rechtstheorie, Rechtssoziologie – Eine Einführung in die theoretischen Grundlagen der Rechtswissenschaft. 2. Aufl., Bern 2015.
- mit Tom Frischknecht: Conflitti culturali, pluralismo liberale e principi generali di diritto penale – L’impatto della cultura sulla difesa di atti illeciti. (= Atti della serata di studio. CFPG, 12). Lugano 2009.
- Das Recht auf Immigration. Rechtsphilosophische Begründung eines originären Rechts auf Einwanderung im liberalen Staat. Helbing Lichtenhahn, Basel 2007, ISBN 978-3-7190-2777-3.

### Herausgeberschaften
- mit Jonas Weber: Fürsorge oder Präventivhaft? Zum Zusammenwirken von strafrechtlichen Massnahmen und Erwachsenenschutz. Bern 2018.
- mit Franz Riklin: Rechtswidrige Zustände? Untersuchungshaft in der Kritik. Bern 2017.
- mit Marc Hürzeler, Salome Wolf: Prävention im Recht. Basel 2008.
- mit Kurt Seelmann: Grenzen des rechtfertigenden Notstands. Zürich 2006.